# Корковадо (затока)
Корковадо (ісп. Golfo Corcovado) — затока, що відокремлює острів Чилое від континентальної частини Чилі. З'єднаний з Тихим океаном протокою Гуафо. Ширина затоки коливається від 30 до 40 км, а її довжина становить 100 км. Глибини від 100 до 200 метрів, максимальна глибина — 259 м. Котловина затоки була утворена льодовиками в четвертинному періоді. Влітку (з грудня по квітень) в затоці можна спостерігати велику популяцію синіх китів.